# Tikkun (Buch)
Ein tikkun ist ein jüdisches Unterrichtsbuch. Ein tikkun kor'im (tikkun für Leser) wird als Unterrichtshilfe für den Gesang der Toralesung aus einer Torarolle in einer Synagoge benutzt. Jede Seite des Buches enthält eine Spalte mit Teamim als Hilfe für die Kantillation, und eine Spalte ohne Teamim, entsprechend der Darstellung in der Torarolle. Ein tikkun sofrim (tikkun für Schreiber) wird zur Vorbereitung des Schreibens von Abschnitten der Torarolle benutzt. Es ist als Unterrichtshilfe für den Sofer gedacht, der eine Abschrift einer Tora anfertigt.